# Sweco architects
Sweco Architects er Nordens og en af Europas største arkitektvirksomheder med ca. 750 arkitekter, landskabsarkitekter og planlæggere, heraf ca. 120 i Øresundsregionen. I alt er der ansat 17.500 personer i Sweco globalt. Sweco arbejder med bæredygtigt byggeri i forhold FNs 17 verdensmål 
Sweco Architects er en del Sweco gruppen, som er et internationalt rådgivningsfirma og ingeniørfirma. Sweco Danmark har hovedkvarter i Ørestaden.